# Brand New Day (Amos Gitai)
Brand New Day è un film del 1987 diretto da Amos Gitai.
Il documentario è il reportage della fase finale della tournée mondiale del 1986 del gruppo musicale degli Eurythmics, terminata in Giappone.
Il regista ha voluto girare un'opera dal forte impatto grafico, nel quale i concerti del gruppo fossero ripresi con un'unica macchina da presa in un lungo piano sequenza traendo ispirazione dal documentario Dont Look Back (1967) di D. A. Pennebaker sulla tournée di Bob Dylan nel Regno Unito.
Il documentario racconta non solo il tour degli Eurythmics e i loro rapporti con i collaboratori, ma dipinge anche l'incontro di culture diverse: la pop, la raffinata tradizione giapponese e la più moderna e brutale tecnologia musicale mettendo a confronto il duo inglese con musicisti quali Ryūichi Sakamoto e Tōru Takemitsu.